# Adams megye (Észak-Dakota)
Adams megye az Amerikai Egyesült Államokban, azon belül Észak-Dakota államban található. Megyeszékhelye és legnagyobb városa Hettinger. Lakosainak száma 2200 fő (2020. április 1.). Adams megye Hettinger, Harding, Perkins, Grant, Sioux, Bowman, Slope és Corson megyékkel határos.

## Népesség
A megye népességének változása:
| Lakosok száma | 2344 | 2300 | 2309 | 2360 | 2359 | 2200 |
|               | 2010 | 2011 | 2012 | 2013 | 2015 | 2020 |